# La Macarena
La Macarena là một khu tự quản thuộc tỉnh Meta, Colombia. Thủ phủ của khu tự quản La Macarena đóng tại La Macarena Khu tự quản La Macarena có diện tích 11229 ki lô mét vuông. Đến thời điểm ngày 28 tháng 5 năm 2005, khu tự quản La Macarena có dân số 10367 người.